# Röntgenlauf
Der Röntgenlauf ist ein deutscher Landschaftslauf, der seit 2001 jährlich am letzten Oktobersonntag in Remscheid stattfindet. Die Hauptwettbewerbe Ultramarathon über 63,3 km (1,5-fache Marathondistanz), Marathon und Halbmarathon verlaufen zum größten Teil auf dem Röntgenweg. Daneben gibt es eine Fülle weiterer Wettbewerbe (Distanzen von 400 m bis 10 km), die in der Nähe des Sportzentrums Hackenberg ausgetragen werden. Seit 2010 findet alle fünf Jahre auch ein 100-km-Lauf statt.
Auf den Distanzen ab Halbmarathon gibt es auch eine Wertung für Nordic-Walker und Walker. Eine weitere Nordic-Walking-Distanz über 13,3 Kilometer und der Staffelwettbewerb auf der Ultramarathon-Distanz (3 × 21,1 km) runden das umfangreiche Wettkampfangebot ab.
Beim Röntgenlauf gehen mehr als 4000 Sportlerinnen und Sportler an den Start. Angesichts des großen Zuschauerzuspruchs an den jeweiligen Zieleinläufen und vor allem rund um das Sportzentrum Hackenberg ist der Röntgenlauf auch zu einem wichtigen gesellschaftlichen Ereignis Remscheids geworden. Insbesondere die zentral gelegene Sporthalle des Sportzentrums Hackenberg erfreut sich als Treffpunkt der Aktiven und Zuschauer größter Beliebtheit. Hier finden sowohl die Siegerehrungen als auch weiteres Programm statt (u. a. diverse Vorführungen, die Marathonmesse, Imbiss-Stände).

## Geschichte
Im Rahmen des Röntgenlaufs findet alljährlich auch die Deutsche Marathonmeisterschaft der Ärzte statt. Darüber hinaus wurde 2006 die sechste Deutsche Marathon- und Halbmarathon-Meisterschaft der Finanzverwaltung durchgeführt. 2007 wurde im Rahmen des Röntgenlaufs die Deutsche Meisterschaft im Cross- und Landschaftslauf der Deutschen Ultramarathon-Vereinigung ausgetragen. Zum Jubiläum des Röntgenlaufs 2010 wurde erstmals auch ein Wettbewerb über 100 Kilometer ausgerichtet, bei dem 119 Männer und 16 Frauen das Ziel erreichten. Es siegten Alexander Wildschütz in 8:46:12 h und Claudia Stader in 10:15:53 h.
2002 musste der Ultramarathon wegen eines Sturmes abgebrochen werden.

## Streckenverlauf
Gestartet wird am Sportzentrum Hackenberg. Nach einer kleinen Runde durch die Lenneper Altstadt wird entgegen dem Uhrzeigersinn der Röntgenweg durchlaufen. In Clemenshammer befindet sich das Ziel für die Halbmarathonläufer, hier wird der Marathonlauf mit Ziel Hackenberg gestartet.
Die Ultramarathonis legen eine volle Runde auf dem Röntgenweg zurück.
Beim Ultramarathon sind ca. 850 Höhenmeter bergauf und bergab zu überwinden, beim Marathon 960 Höhenmeter bergauf und 820 Höhenmeter bergab und beim Halbmarathon 265 Höhenmeter bergauf und 420 Höhenmeter bergab.

## Statistik

### Streckenrekorde
Ultramarathon
- Männer: 4:18:42 h, Jan Kaschura, 2019
- Frauen: 4:57:02 h, Juliane Totzke, 2017

Marathon
- Männer: 2:41:52 h, Daniel Schmidt, 2014
- Frauen: 3:22:33 h, Irina Kretschmann, 2005

Halbmarathon
- Männer: 1:08:32 h, Daniel Schmidt, 2011
- Frauen: 1:25:31 h, Katharina Urbainczyk, 2019

### Siegerlisten
Quelle: Website des Veranstalters

#### Ultramarathon
| Datum         | Männer                       | Zeit    | Frauen                        | Zeit    |
| ------------- | ---------------------------- | ------- | ----------------------------- | ------- |
| 30. Okt. 2022 | Christoph Verhalen           | 4:36:34 | Anna-Lina Dahlbeck            | 5:09:07 |
| 27. Okt. 2019 | Jan Kaschura Deutschland -4- | 4:18:42 | Britta Giesen Deutschland -2- | 5:43:14 |
| 28. Okt. 2018 | Manuel Skopnik               | 4:50:42 | Britta Giesen                 | 5:31:35 |
| 29. Okt. 2017 | Jan Kaschura -3-             | 4:22:03 | Juliane Totzke                | 4:57:02 |
| 30. Okt. 2016 | Jan Kaschura -2-             | 4:20:31 | Birte Bannert                 | 5:55:55 |
| 25. Okt. 2015 | Jan Kaschura                 | 4:29:08 | Silke Pfenningschmidt         | 5:18:24 |
| 26. Okt. 2014 | Marcus Biehl                 | 4:32:38 | Mara Lückert -2-              | 5:25:12 |
| 27. Okt. 2013 | Sven Hankemeier              | 4:44:26 | Mara Lückert                  | 5:43:27 |
| 28. Okt. 2012 | Marcus Baldauf               | 4:35:13 | Simone Durry -2-              | 5:43:34 |
| 30. Okt. 2011 | Jörn Hesse                   | 4:43:24 | Conny Dauben Deutschland      | 6:02:27 |
| 31. Okt. 2010 | Uwe Mende                    | 4:49:25 | Simone Durry                  | 6:11:24 |
| 25. Okt. 2009 | Wouter Hamelinck             | 4:36:54 | Inge Raabe                    | 5:49:52 |
| 26. Okt. 2008 | Winfried Huber               | 4:29:56 | Claudia Stader                | 5:49:55 |
| 28. Okt. 2007 | Sascha Velten -3-            | 4:23:07 | Nicole Kresse -2-             | 5:17:39 |
| 29. Okt. 2006 | Sascha Velten -2-            | 4:38:04 | Karin Meuser                  | 5:31:49 |
| 30. Okt. 2005 | Sascha Velten                | 4:27:32 | Christiane Zehrer             | 5:40:55 |
| 31. Okt. 2004 | Helmut Peters -2-            | 4:27:06 | Birgit Lennartz Deutschland   | 5:24:45 |
| 26. Okt. 2003 | Helmut Peters                | 4:30:47 | Elena Wagner                  | 5:38:17 |
| 27. Okt. 2002 | Hartmut Seele                | 4:48:57 | Nicole Kresse                 | 5:35:39 |
| 27. Okt. 2001 | Thomas Emde                  | 5:02:45 | Ulrike Steeger                | 5:29:15 |

#### Marathon
| Datum | Männer                    | Zeit    | Frauen                     | Zeit    |
| ----- | ------------------------- | ------- | -------------------------- | ------- |
| 2022  | Felix Ehmke               | 3:05:48 | Johanna Köster             | 4:00:05 |
| 2019  | Mirco Hohmann Deutschland | 3:06:22 | Johanna Köster Deutschland | 3:44:48 |
| 2018  | Jan Kaschura              | 2:43:10 | Inge Raabe                 | 3:46:45 |
| 2017  | Murat Celik               | 3:00:10 | Annaleen Feindt            | 3:26:57 |
| 2016  | Philipp Zabel -2-         | 2:54:19 | Silke Kaliner              | 3:45:02 |
| 2015  | Dennis Mehlfeld -2-       | 2:51:58 | Tanja Oerder               | 3:50:21 |
| 2014  | Daniel Schmidt            | 2:41:53 | Ina Radix                  | 3:32:53 |
| 2013  | Philipp Zabel             | 2:54:30 | Jacqueline Funke           | 3:25:39 |
| 2012  | Sascha Velten -2-         | 2:51:38 | Doreen Ullrich             | 3:27:13 |
| 2011  | Robin Breer               | 2:45:18 | Ines Neumann               | 3:38:53 |
| 2010  | Dennis Mehlfeld           | 2:44:11 | Sabine Papendick -3-       | 3:26:09 |
| 2009  | Petr Kulikov              | 2:54:34 | Sabine Papendick -2-       | 3:24:00 |
| 2008  | Winfried Huber            | 2:49:55 | Claudia Niemeyer           | 3:37:40 |
| 2007  | Christian Thiel           | 2:56:11 | Sabine Papendick           | 3:23:51 |
| 2006  | Arnd Bader -3-            | 3:03:12 | Alexandra Bürger           | 3:26:31 |
| 2005  | Harald Willms             | 2:51:39 | Irina Kretschmann          | 3:22:33 |
| 2004  | Sascha Velten             | 2:49:23 | Stefanie Mollnhauer        | 3:37:34 |
| 2003  | Gerald Lehrieder          | 3:01:29 | Ines Neumann               | 3:42:08 |
| 2002  | Arnd Bader -2-            | 2:59:42 | Kornelia Kazior            | 3:43:59 |
| 2001  | Arnd Bader                | 2:53:15 | Juliane Stenzel            | 3:54:05 |

#### Halbmarathon
| Datum | Männer              | Zeit    | Frauen                   | Zeit    |
| ----- | ------------------- | ------- | ------------------------ | ------- |
| 2022  | Tim Wagner          | 1:11:46 | Sina Böhne Österreich    | 1:30:44 |
| 2019  | Daniel Schmidt -11- | 1:16:54 | Katharina Urbainczyk -2- | 1:25:31 |
| 2018  | Daniel Schmidt -10- | 1:12:59 | Katharina Urbainczyk     | 1:27:17 |
| 2017  | Daniel Schmidt -9-  | 1:14:44 | Ina Radix                | 1:30:28 |
| 2016  | Torben Kirchner     | 1:14:13 | Nicole Kruhme            | 1:27:17 |
| 2015  | Daniel Schmidt -8-  | 1:09:35 | Melanie Jeck             | 1:33:36 |
| 2014  | Dennis Mehlfeld     | 1:15:27 | Silke Niehues            | 1:31:36 |
| 2013  | Daniel Schmidt -7-  | 1:13:47 | Corinna Mertens -2-      | 1:37:25 |
| 2012  | Daniel Schmidt -6-  | 1:09:59 | Maria Bader-Finelli      | 1:34:06 |
| 2011  | Daniel Schmidt -5-  | 1:08:32 | Birte Bannert            | 1:34:06 |
| 2010  | Daniel Schmidt -4-  | 1:09:28 | Ute Spicker -2-          | 1:30:14 |
| 2009  | Daniel Schmidt -3-  | 1:11:10 | Laura Gusik              | 1:32:55 |
| 2008  | Daniel Schmidt -2-  | 1:10:37 | Corinna Mertens          | 1:32:55 |
| 2007  | Daniel Schmidt      | 1:11:47 | Ute Spicker              | 1:33:27 |
| 2006  | Dennis Böttcher -2- | 1:14:47 | Nele Wild-Wall           | 1:29:29 |
| 2005  | Dennis Böttcher     | 1:13:31 | Alexandra Specht         | 1:37:08 |
| 2004  | Arnd Bader -2-      | 1:13:56 | Caroline Herrmann        | 1:41:24 |
| 2003  | Arnd Bader          | 1:12:07 | Sabine Mollus -2-        | 1:35:55 |
| 2002  | Sascha Velten -2-   | 1:17:36 | Sabine Mollus            | 1:39:47 |
| 2001  | Sascha Velten       | ???     | Saskia Rohde             | ???     |

### Entwicklung der Finisherzahlen
| Jahr | 100 km     | Ultramarathon | davon Frauen | Marathon | davon Frauen | Halbmarathon | davon Frauen |
| ---- | ---------- | ------------- | ------------ | -------- | ------------ | ------------ | ------------ |
| 2016 |            | 314           | 66           | 210      | 39           | 1173         | 375          |
| 2015 | 187 (28 w) | 232           | 44           | 224      | 48           | 1151         | 319          |
| 2014 |            | 362           | 60           | 210      | 52           | 1171         | 314          |
| 2013 |            | 383           | 78           | 201      | 45           | 984          | 263          |
| 2012 |            | 366           | 59           | 319      | 49           | 1179         | 280          |
| 2011 |            | 386           | 61           | 224      | 46           | 1095         | 252          |
| 2010 | 135 (16 w) | 260           | 30           | 267      | 56           | 1328         | 340          |
| 2009 |            | 381           | 51           | 268      | 33           | 1270         | 313          |
| 2008 |            | 377           | 53           | 229      | 33           | 1320         | 371          |
| 2007 |            | 456           | 72           | 244      | 39           | 1266         | 305          |
| 2006 |            | 321           | 41           | 281      | 41           | 1344         | 331          |
| 2005 |            | 361           | 48           | 320      | 67           | 1251         | 329          |
| 2004 |            | 299           | 35           | 289      | 45           | 1182         | 328          |
| 2003 |            | 261           | 31           | 183      | 26           | 0955         | 245          |
| 2002 |            | 55            | 6            | 183      | 18           | 0821         | 220          |
| 2001 |            | 189           | 25           | 202      | 22           | 0692         | 199          |